# Kateryna Moroz
Kateryna Moroz (ur. 22 sierpnia 1984) – ukraińska wioślarka.

## Osiągnięcia
- Mistrzostwa Świata – Linz 2008 – czwórka bez sternika – 7. miejsce[1].
- Mistrzostwa Europy – Ateny 2008 – ósemka – 6. miejsce[1].